# SMS Berlin
SMS Berlin – niemiecki krążownik lekki typu Bremen, z początku XX wieku. Klasyfikowany jako mały krążownik, z konstrukcyjnego punktu widzenia stanowił krążownik pancernopokładowy. Zbudowany w stoczni Kaiserliche Werft w Gdańsku. Okręt zwodowano w lipcu 1903, a do służby oddano w 1905 roku. Służył w niemieckiej Marynarce Cesarskiej przed wybuchem I wojny światowej, a także w jej trakcie. Przetrwał wojnę, po czym był nadal używany przez Reichsmarine w okresie międzywojennym do 1929 roku.
Główne uzbrojenie stanowiło dziesięć dział kalibru 105 mm i dwie wyrzutnie torped 450 mm. Napędzały go maszyny parowe, pozwalające na rozwijanie prędkości 22 węzłów. 

## Budowa
„Berlin” był trzecią zbudowaną jednostką typu Bremen, klasyfikowanego oficjalnie jako małe krążowniki  (niem. Kleiner Kreuzer) i stanowiącego drugi typ niemieckich krążowników lekkich. Typ Bremen stanowił rozwinięcie pierwszego typu małych krążowników Gazelle i po raz pierwszy w marynarce niemieckiej wprowadził zasadę nazywania okrętów tej klasy nazwami miast. „Berlin” był zamówiony pod tymczasową nazwą Ersatz Zieten (zamiennik starej kanonierki torpedowej „Zieten”). Wraz z bliźniaczym krążownikiem „Danzig”, budowany był przez stocznię Kaiserliche Werft w ówczesnym niemieckim Gdańsku. Stępkę pod budowę położono w 1902 roku, a kadłub wodowano 22 września 1903 roku. Koszt budowy wynosił 4,545 mln. marek.

## Opis
Okręty typu Bremen stanowiły niewielkie krążowniki pancernopokładowe, o konstrukcji stalowej. Ich sylwetka wyróżniała się silnie wysuniętą do przodu dziobnicą taranową i trzema pochylonymi wysokimi kominami. W stosunku do dwóch pierwszych okrętów typu, taranowa dziobnica „Berlina” była mniej wysunięta do przodu. Pokład był podniesiony na dziobie, z niewielkim wzniosem, i na rufie, a na śródokręciu ciągnęły się nadburcia. Niewielka nadbudówka znajdowała się tuż przed grupą kominów, za pochylonym masztem dziobowym. Kadłub dzielił się na 12 głównych przedziałów wodoszczelnych i miał podwójne dno na 56% długości. Okręt miał pierwotnie długość całkowitą 111,1 m (na linii wodnej 110,6 m), szerokość 13,3 m i zanurzenie 5,53 m. Wyporność normalna wynosiła 3278 ton, a pełna 3792 tony. W okresie międzywojennym okręt został przebudowany, zabudowano mu klasyczny lekko wychylony dziób. Długość wzrosła do 113,8 m, a wyporność do 3293 t (normalna) i 3821 t (pełna), natomiast wyporność standardowa wynosiła 2970 ts.
Siłownię stanowiły dwie pionowe 3-cylindrowe maszyny parowe potrójnego rozprężania, napędzające dwie trzypłatowe śruby o średnicy 3,9 m. Parę zapewniało dziesięć opalanych węglem kotłów okrętowych typu Marynarki, o ciśnieniu roboczym 15 atmosfer, umieszczone w trzech kotłowniach. Siłownia „Berlina”, o mocy projektowej 10 000 KM, na próbach rozwinęła moc indykowaną 12 140 KM. Pozwalała ona na osiągnięcie prędkości projektowej 22 węzłów, a maksymalnie na próbach 23,3 w. Normalny zapas węgla wynosił 400 ton, a maksymalny 860 ton węgla, co pozwalało na zasięg  4270 Mm przy prędkości 12 w.
Uzbrojenie główne stanowiło dziesięć pojedynczych dział SK kalibru 10,5 cm (105 mm), o długości lufy 40 kalibrów (L/40). Dwa zostały umieszczone obok siebie na dziobie, sześć na śródokręciu, po trzy przy każdej burcie, a dwa obok siebie na nadbudówce rufowej. Działa te miały donośność 12 200 m, a zapas amunicji wynosił 1500 pocisków, po 150 na działo.  Uzbrojenie mogło uzupełniać 10 lekkich działek kalibru 37 mm. Okręt był ponadto wyposażony w dwie wyrzutnie torped 450 mm pod pokładem z zapasem pięciu torped. „Berlin” został w latach 1915-16 dostosowany do stawiania 80 min morskich.
Opancerzenie kadłuba stanowił wewnętrzny pokład pancerny w formie skorupy, o grubości 25–35 mm w części poziomej i 50–80 mm na skosach. Stanowisko dowodzenia było chronione 100-milimetrowym pancerzem Kruppa po bokach i 20 mm od góry, natomiast działa chroniły maski pancerne o grubości 50 mm.

## Przebieg służby

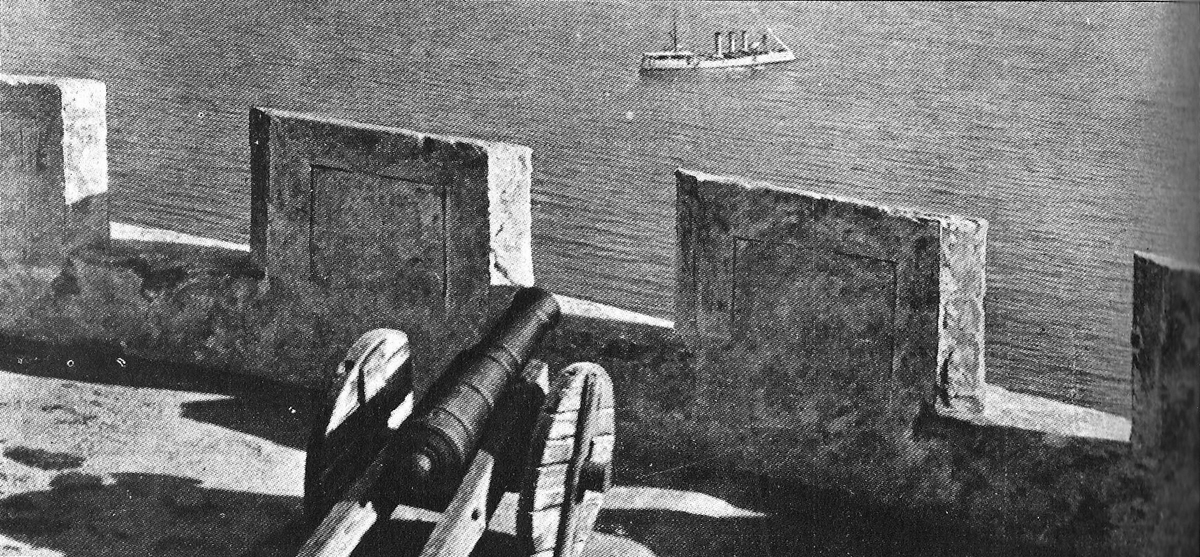
SMS „Berlin” pod Agadirem w 1911 roku

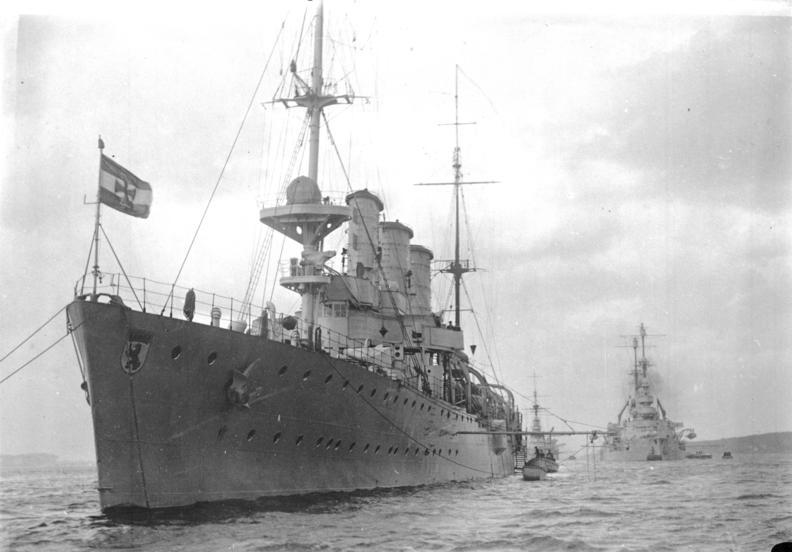
„Berlin” po przebudowie w okresie międzywojennym, 1929 rok

SMS „Berlin” wszedł do służby w Kaiserliche Marine 4 kwietnia 1905 roku.
W lipcu 1911 roku krążownik został skierowany do wsparcia kanonierki „Panther” na wodach marokańskich podczas drugiego konfliktu z Francją o Maroko. Udało się uniknąć działań wojennych i krążownik powrócił do Niemiec w grudniu tego roku. W ciągu następnych dwóch lat używany był w manewrach floty oraz okresowo wycofywany do rezerwy. 
Wziął jedynie ograniczony udział w I wojnie światowej, będąc już przestarzały. W jej pierwszym okresie służył w składzie IV Grupy Rozpoznawczej na Bałtyku. Nie odniósł uszkodzeń, natomiast kilkakrotnie holował do bazy inne uszkodzone bliźniacze krążowniki: dwukrotnie SMS „Danzig” po wejściu na minę (w maju 1915 na Morzu Północnym i w grudniu 1915 na Bałtyku) oraz SMS „München” storpedowany 19 października 1916 przez brytyjski okręt podwodny HMS E38. W 1917 roku został przeklasyfikowany na okręt obrony wybrzeża.
Po zakończeniu wojny „Berlin” znalazł się wśród okrętów, które zezwolono zatrzymać Niemcom w składzie Reichsmarine, stając się najnowszym z jej krążowników. Między 10 czerwca 1921 a 2 lipca 1922 roku był wycofany z czynnej służby.  Został poddany niewielkiej modernizacji, podczas której przebudowano mu dziób, zmieniając go na klasyczną wychyloną nieco dłuższą stewę zamiast dziobu taranowego. Od 1922 roku służył jako krążownik szkolny dla kadr marynarki, odbywając liczne rejsy zagraniczne. Pod koniec 1924 roku wyruszył w rejs na Karaiby, docierając m.in. do Hawany. Między wrześniem 1925 a marcem 1926 roku odbył rejs do Ameryki Południowej, przepływając przez kanał Panamski, płynąc wzdłuż zachodniego wybrzeża na południe (odwiedzając m.in. Valparaíso), powracając na Atlantyk Cieśniną Magellana i odwiedzając porty wschodniego wybrzeża. Od 1 grudnia 1927 roku do marca 1929 roku „Berlin” odbył rejs dookoła świata. Po powrocie został wycofany 27 marca 1929 roku z czynnej służby i odstawiony do rezerwy w Kilonii.
Na przełomie 1923/1924 roku pierwszym oficerem krążownika był kpt. mar. Wilhelm Canaris, a kadetem na nim był wówczas por. mar. Reinhard Heydrich.
Od 1935 roku służył jako hulk mieszkalny w Kilonii. Po II wojnie światowej, 31 maja 1947 roku został samozatopiony w Skagerraku z przeznaczonymi do zniszczenia zapasami amunicji gazowej na pokładzie.